# Willy van der Kuijlen
Willy van der Kuijlen (Helmond, 1946. december 6. – 2021. április 19.) válogatott holland labdarúgó, csatár. Háromszoros holland gólkirály.

## Pályafutása

### Klubcsapatban
1953 és 1964 között a HVV Helmond korosztályos csapatában kezdte a labdarúgást. 1964 és 1981 között a PSV Eindhoven, 1981–82-ben az MVV Maastricht labdarúgója volt A PSV-vel három bajnoki és két hollandkupa-győzelmet ért el. Három alkalommal lett holland bajnoki gólkirály. Tagja volt az 1977–78-as idényben UEFA-kupa-győztes együttesnek.

### A válogatottban
1966 és 1977 között 22 alkalommal szerepelt a holland válogatottban és hét gólt szerzett.

## Sikerei, díjai
PSV Eindhoven
- Holland bajnokság (Eredivise)
  - bajnok (3): 1974–75, 1975–76, 1977–78
  - gólkirály (3): 1965–66, 1969–70, 1973–74
- Holland kupa (KNVB Beker))
  - győztes (2): 1974, 1976
- Kupagyőztesek Európa-kupája (KEK)
  - gólkirály: 1974–75
- UEFA-kupa
  - győztes: 1977–78